# Distretto di Gölyaka
Il distretto di Gölyaka (in turco Gölyaka ilçesi) è uno dei distretti della provincia di Düzce, in Turchia.